# Resolució 2259 del Consell de Seguretat de les Nacions Unides
La Resolució 2259 del Consell de Seguretat de les Nacions Unides fou adoptada per unanimitat el 23 de desembre de 2015. El Consell expressa el seu suport a l'acord assolit pels dos governs competidors a Líbia sobre la formació d'un govern d'unitat nacional.

## Contingut
Després de 14 mesos de negociacions, el 17 de desembre de 2015 els membres del govern de Líbia reconegut internacionalment a l'est del país i membres del govern a l'ombra a Trípoli van arribar a un acord sobre la formació d'un govern d'unitat nacional a Trípoli i un consell presidencial. El Consell de Seguretat va acollir amb satisfacció aquest acord i va agrair al Marroc els esforços realitzats. Es va instar a les milícies i grups armats a Líbia a reconèixer aquest nou govern legítim reconegut internacionalment. Aquest govern havia d'afirmar encara més la seva autoritat sobre la petroliera nacional i el Banc Nacional de Líbia. Es va demanar als països veïns que ajudessin al govern en la lluita contra Estat Islàmic i grups afiliats que controlaven part del territori.